# Carrow Road
52°37′20″N 1°18′33″Ö / 52.62222°N 1.30917°Ö

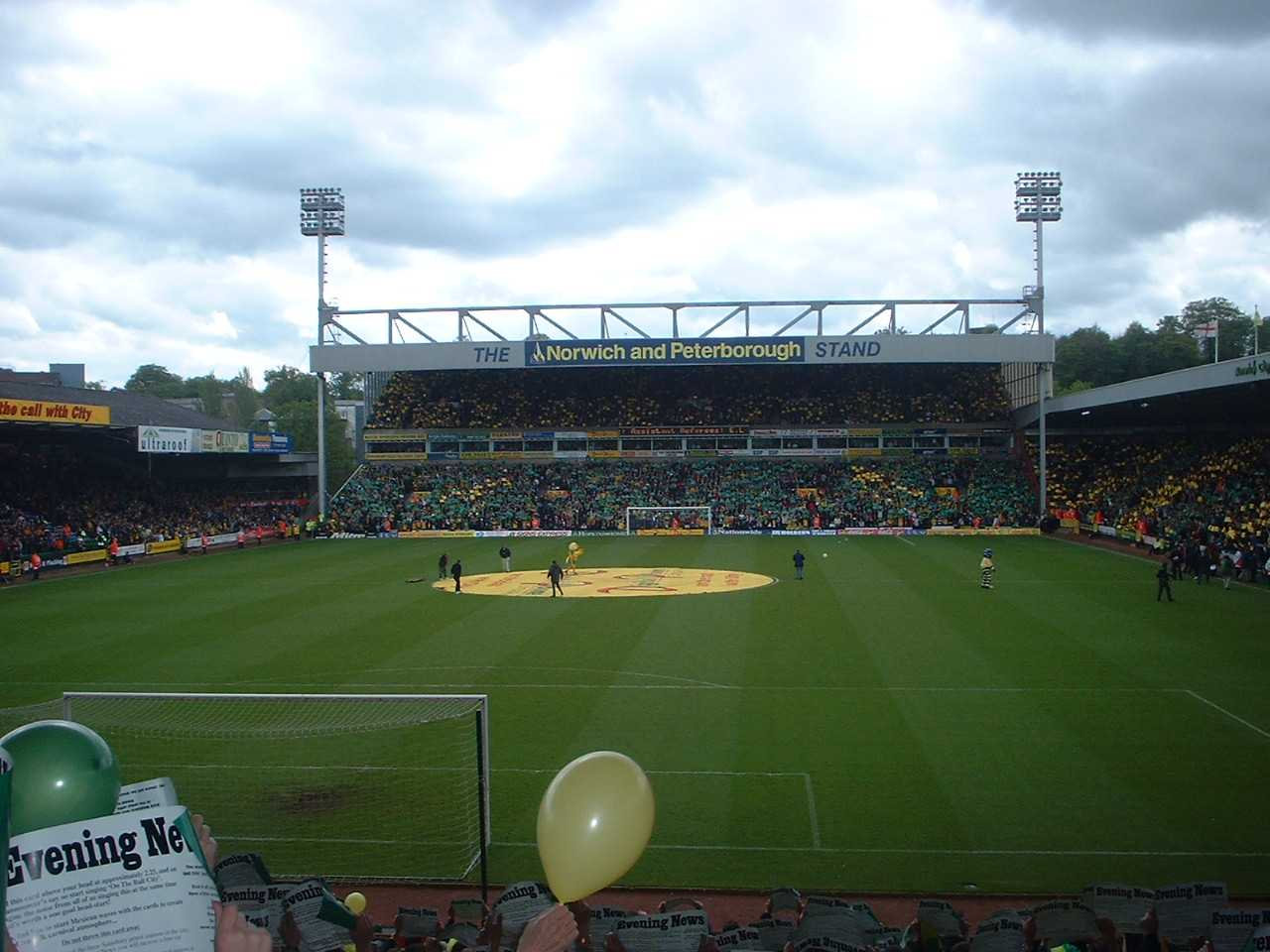
Carrow Road.

Carrow Road Stadium är en fotbollsarena i Norwich i England som är hemmaarena för Norwich City. Arenan öppnade 31 augusti 1935 och har plats för 27 359 åskådare.
Stadion har ändrats och uppgraderats flera gånger under dess historia, särskilt efter en brand som förstörde den gamla stadsläktaren 1984. Stadions rekordbesök sedan den blev en all-sitsig arena är 27 137, satt under en Premier League-match mot Newcastle United FC den 2 april 2016. Under den tid då fansen kunde stå på terrasser hyste Carrow Road en publik på 43 984 när den var värd för Leicester City för en FA-cupmatch 1963.
Carrow Road har också varit värd för internationell fotboll under 21 år och ett antal konserter, som framträdanden av Elton John och George Michael. På Carrow Road finns cateringfaciliteter och ett Holiday Inn-hotell som erbjuder rum med utsikt över planen.

## Historik

### Bakgrund

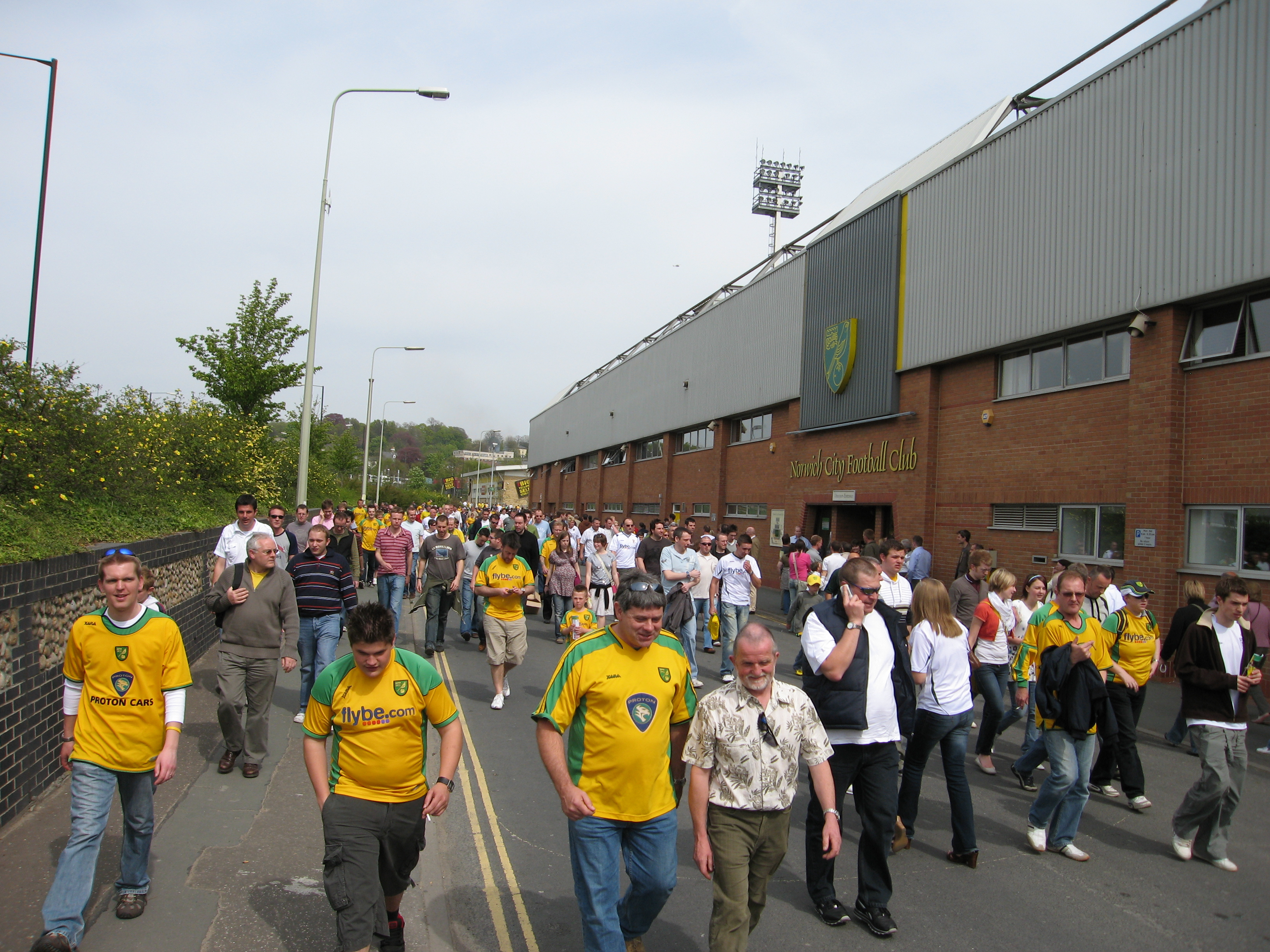
Fans som går längs gatan som stadion fått sitt namn från

Norwich City FC spelade på Newmarket Road från 1902 till 1908, med rekordbesök 1908 på 10 366. Efter en tvist om villkoren för att hyra Newmarket Road, flyttade klubben till ett ny hemarena 1908, en ombyggd nedlagd kritgrop i Rosary Road, Norwich. Den nya arenan blev känd som The Nest, uppkallad efter Norwich Citys smeknamn, "Kanarierna".
På 1930-talet visade sig plankapaciteten vara otillräcklig för den växande publiken. Nestets största publik var 25 037 i FA-cupen 1934–35. De fysiska begränsningarna för platsen för The Nest innebar att expansion inte var möjlig, och det fanns säkerhetsproblem med de befintliga byggnaderna. Klubben började leta efter alternativt lokalitet 1926, problemet blev till slut akut när ena hörnet av planen sjönk upp till 30 fot efter att gamla kritaarbeten kollapsade.  Ett försök att åtgärda problemet med järnvägssliprar och jord misslyckades att övertyga fotbollsförbundet (FA), som meddelade klubben den 15 maj 1935 att arenan "inte längre var lämpligt för stora folkmassor och åtgärder måste vidtas". Klubbens dilemma löstes genom att det ungefär en halv mil söder om The Nest hittade en ny plats, Boulton Paul Sports Ground i Carrow Road, som tillhörde J. & J. Colman.

### Stadions namn och byggnation
Den nya stadion fick dess namn efter gatan som omsluter arenan på tre sidor, medan den fjärde gränsen är floden Wensum. Namnet "Carrow" syftar ursprungligen på det före detta Carrow Abbey som en gång låg vid floden, och dess namn i sin tur har möjligen nordiskt ursprung. År 1935 erbjöd ägaren Colman's 20-årig hyresrätt till Norwich City och byggandet av den nya stadion började snabbt på platsen. Anbud utfärdades samma dag som platsen blev tillgänglig och tio dagar senare, den 11 juni, börjades arbetet.
Därefter gick arbetet snabbt, med de flesta läktare och terrasser byggda den 17 augusti. En träningsmatch hölls den 26 augusti medan arbetena "fortfarande pågick", och efter bara 82 dagar, den 31 augusti, öppnades marken för en andra divisionsmatch med West Ham United. Stadion hade en initial kapacitet på 35 000, med 5 000 platser under tak. Norwich vann matchen med 4–3 i närvaro var 29 779 åskådare, vilket var nytt publikrekord för en hemmamatch. Det första tävlingsmålet på planen gjordes av Norwichs Duggie Lochhead.
Vid den här tiden var arenans kapacitet 38 000, med plats för 10 000 av "de mer högljudda hemma- och bortasupportrarna", i den nya Barclay-änden. Den nya arenan fick ett kungligt erkännande den 29 oktober 1938 då kung George VI såg tjugo minuter av hemmamatchen mot Millwall, den första gången en regerande monark såg en andradivisionsmatch.

### Arenans utveckling
Strålkastare sattes upp på arenan 1956 och kostnaden på 9 000 GBP ledde nästan till att klubben gick i konkurs. Men Norwichs framgångar i FA-cupen 1958–59 (där de som tredjedivisionsklubb nådde semifinalen och förlorade mot förstadivisionen Luton Town efter en repris) säkrades klubbens finansiella status och gav tillräckliga medel för ett tak som byggdes över Södra läktaren. År 1963 sattes rekordet för deltagande på Carrow Road när en publik på 43 984 såg en sjätte omgångens FA-cupmatch mot Leicester City  och Södra läktaren täcktes kort därefter.
I kölvattnet av Ibrox-stadionkatastrofen 1971 ställde en statlig utredning strängare säkerhetskrav, vilket, när de tillämpades på Carrow Road, resulterade i att kapaciteten drastiskt minskade till cirka 20 000. Med fokus på farorna med att stå, började sittplatser ersätta terrassering och 1979 hade stadion en kapacitet på 28 392, med sittplatser för 12 675. 
Efter Hillsborougholyckan 1989 och det efterföljande resultatet av Taylor-rapporten 1990, gjordes arenan om till enbart sittplatser. År 2003 ersattes Södra läktaren av den nya Jarrold-läktaren med 8 000 platser. Sommaren 2010 pågick ett arbete för att öka arenans kapacitet från 26 018 till 27 000. Detta uppnåddes genom att hitta ytterligare kapacitet för sittplatser inom de befintliga läktarna.

## Annan användning

### Internationell fotboll
Carrow Road har aldrig varit värd för en match som involverar det engelska landslaget, men det engelska U21-laget har spelat på stadion vid fem tillfällen. Den första var 1983 i en kvalmatch för U21-EM mot Danmark, som England vann med 4–1. Laget spelade ytterligare en kvalmatch i samma turnering på stadion 1997 och slog Grekland med 4–2. Det slovakiska laget var med i en vänskapsmatch på arenan i juni 2007, där England vann med 5–0 inför en publik på 20 193 personer. År 2010 var arenan värd för ett slutspel mot Rumänien, en match som hemmalaget vann med 2–1 inför ett rekordstort antal besökare på stadion på 25 749. Senast, i oktober 2012, besegrade Englands U21-lag sin serbiska motsvarighet med 1–0 på Carrow Road.
Matcher som involverar det engelska U19-laget och hela Englands damlag har också spelats på stadion. Damlandslaget har spelat där vid tre tillfällen; den första ett 1–0 nederlag mot Nigeria i juli 2002, framför över 8 000 fans, och den andra en 1–0 seger över Island i mars 2006, inför en 9 616 publik. I februari 2022 såg en publik på 14 284 England hålla 0-0 mot Spanien i Arnold Clark Cup, med den Norfolkfödda spelaren Lauren Hemp som gjorde ett avbytarframträdande på sin lokala stadion.

### Musik
Stadion har ibland varit värd för musikkonserter. Status Quo spelade en konsert där 1997. Elton John, med stöd av Lulu, dök upp på arenan 2005. George Michael gav ett framträdande där den 12 juni 2007, tillsammans med Sophie Ellis-Bextor, och Rod Stewart framförde en konsert på stadion i juni 2011.
Konserterna Elton John och George Michael lockade båda publik på över 20 000 personer. Andrew Cullen, chef för försäljning och marknadsföring för Carrow Road-området, sa till BBC Radio Norfolk innan George Michael-framträdandet att han hoppades att sådana konserter skulle bli en årlig sommarhändelse för lokalen, om en tillräckligt stor stjärna namn kunde lockas. Westlife skulle uppträda på stadion den 19 juni 2020 för deras "Stadiums in the Summer Tour" innan den ställdes in på grund av Coronaviruspandemin.
Take That uppträdde på stadion 2017 och 2019 och kommer också att uppträda där igen 2024. Sommaren 2022 uppträdde The Killers den 9 juni och Elton John uppträdde den 15 juni. Sommaren 2023 såg Arctic Monkeys uppträda där den 7 juni.